# Catherine Chantraine
Catherine Chantraine (* 19. März 1993) ist eine ehemalige belgische Tennisspielerin. 

## Karriere
Chantraine spielte überwiegend Turniere der ITF Women’s World Tennis Tour. Sie gewann dort je einen Titel im Einzel und Doppel. 
Ihr bislang letztes internationale Turnier spielte Chantraine im August 2019 und wird seit Oktober 2019 nicht mehr in der Weltrangliste geführt.

## Turniersiege

### Einzel
| Nr. | Datum         | Turnier | Kategorie   | Belag | Finalgegnerin    | Ergebnis      |
| --- | ------------- | ------- | ----------- | ----- | ---------------- | ------------- |
| 1.  | 22. Juni 2014 | Alkmaar | ITF $10.000 | Sand  | Tamara Korpatsch | 3:6, 6:4, 6:4 |

### Doppel
| Nr. | Datum              | Turnier  | Kategorie   | Belag | Partnerin             | Finalgegnerinnen               | Ergebnis |
| --- | ------------------ | -------- | ----------- | ----- | --------------------- | ------------------------------ | -------- |
| 1.  | 24. September 2016 | Hammamet | ITF $10.000 | Sand  | Swjatlana Piraschenka | Cristina Adamescu Karin Kennel | 6:4, 7:5 |